# Efferia haloesus
Efferia haloesus este o specie de muște din genul Efferia, familia Asilidae. A fost descrisă pentru prima dată de Walker în anul 1849.
Este endemică în Jamaica. Conform Catalogue of Life specia Efferia haloesus nu are subspecii cunoscute.